# Стара Констамонитска кула
Старата Констамонитска кула (на гръцки: Παλιόπυργος Μονής Κωνσταμονίτου) е средновековно отбранително съоръжение в развалини, разположено на полуостров Света гора, Халкидики, Гърция.

## Местоположение
Останките от кулата са на брега на Сингитския залив между Зографската арсана и Констамонитската арсана. Принадлежи на манастира Констамонит.

## История
Кулата е останка от стар манастир, наречен Ксирокастро или Арменски. Изграждането на кулата вероятно става в XIV век след каталанското нашествие. Тя е ремонтирана през XV – XVI век с двойна стена и отбранителен еркер над входа. Първоначално е бил част от отбранителното укрепление на манастира Ксирокастро, а по-късно, когато този манастир е изоставен, е използвана за защита на Констамонитската арсана.

## Описание
Размерите на кулата са 13 m × 9,80 m в основата, а сегашната ѝ височина е 16,20 m.